# Palackého náměstí (Praha)
Palackého náměstí (hovorově Palačák) je náměstí na Novém Městě v Praze 2.

## Poloha náměstí
Palackého náměstí se rozkládá na severním předmostí Palackého mostu, na nějž po severním okraji náměstí navazuje směrem na západ ulice Na Moráni.
Západním okrajem náměstí prochází severojižním směrem podél pravého břehu Vltavy frekventované Rašínovo nábřeží.
Z jižní strany na náměstí plynule navazují Zítkovy sady, které tak s náměstím funkčně tvoří jeden celek, třebaže jsou oproti náměstí i nábřeží umístěny v nižší niveletě. Východním směrem na Zítkovy sady navazuje náměstí Pod Emauzy a Emauzský klášter.
Plocha samotného náměstí je osazena parkovým stromořadím a skupinou laviček, východní straně náměstí výrazně dominuje budova ministerstva zdravotnictví České republiky. Výrazným výtvarným prvkem, jenž vévodí celému prostoru, je velké sousoší Františka Palackého umístěné uprostřed náměstí.

## Historie

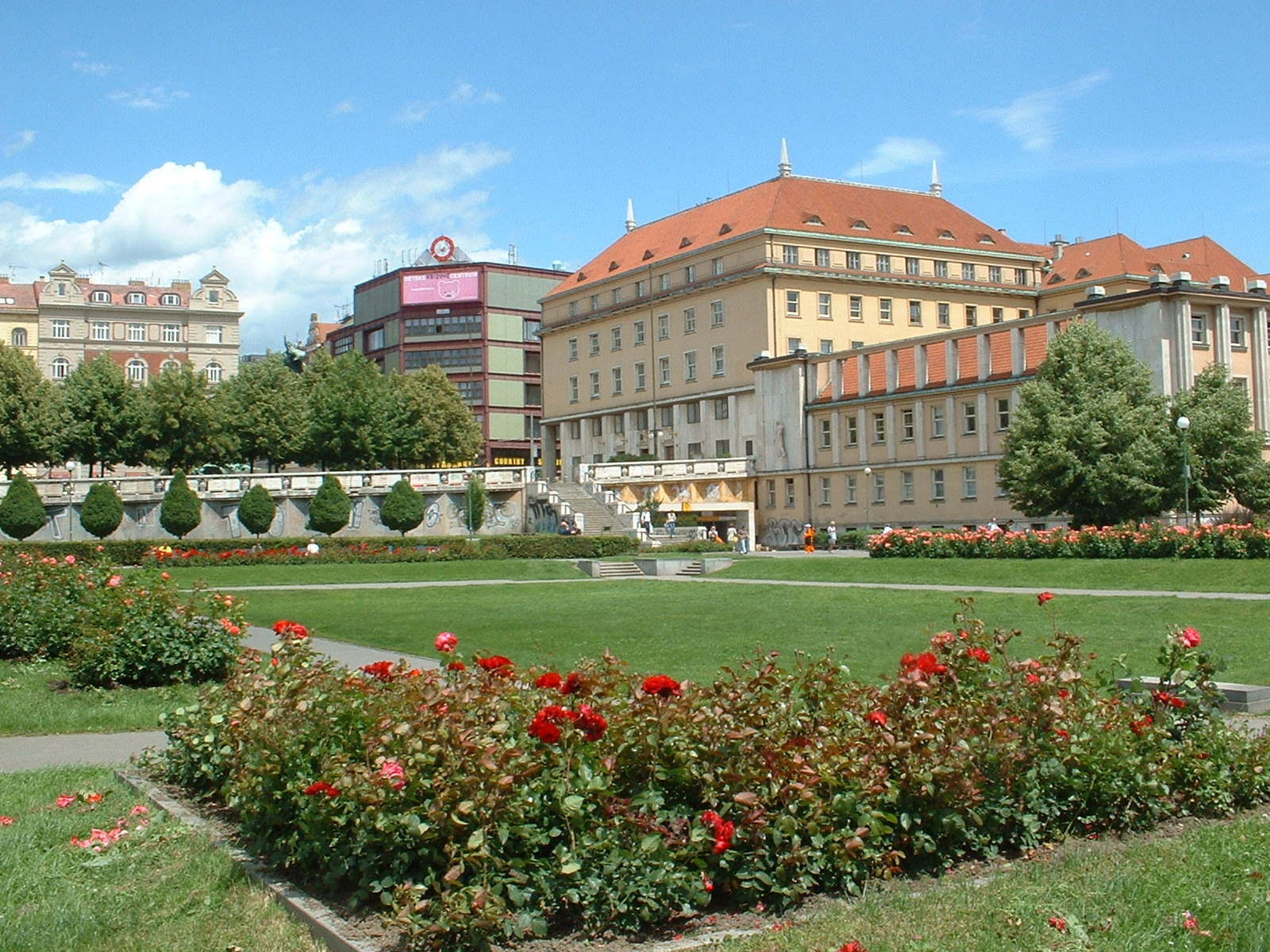
Zítkovy sady, v pozadí budova ministerstva zdravotnictví na Palackého náměstí

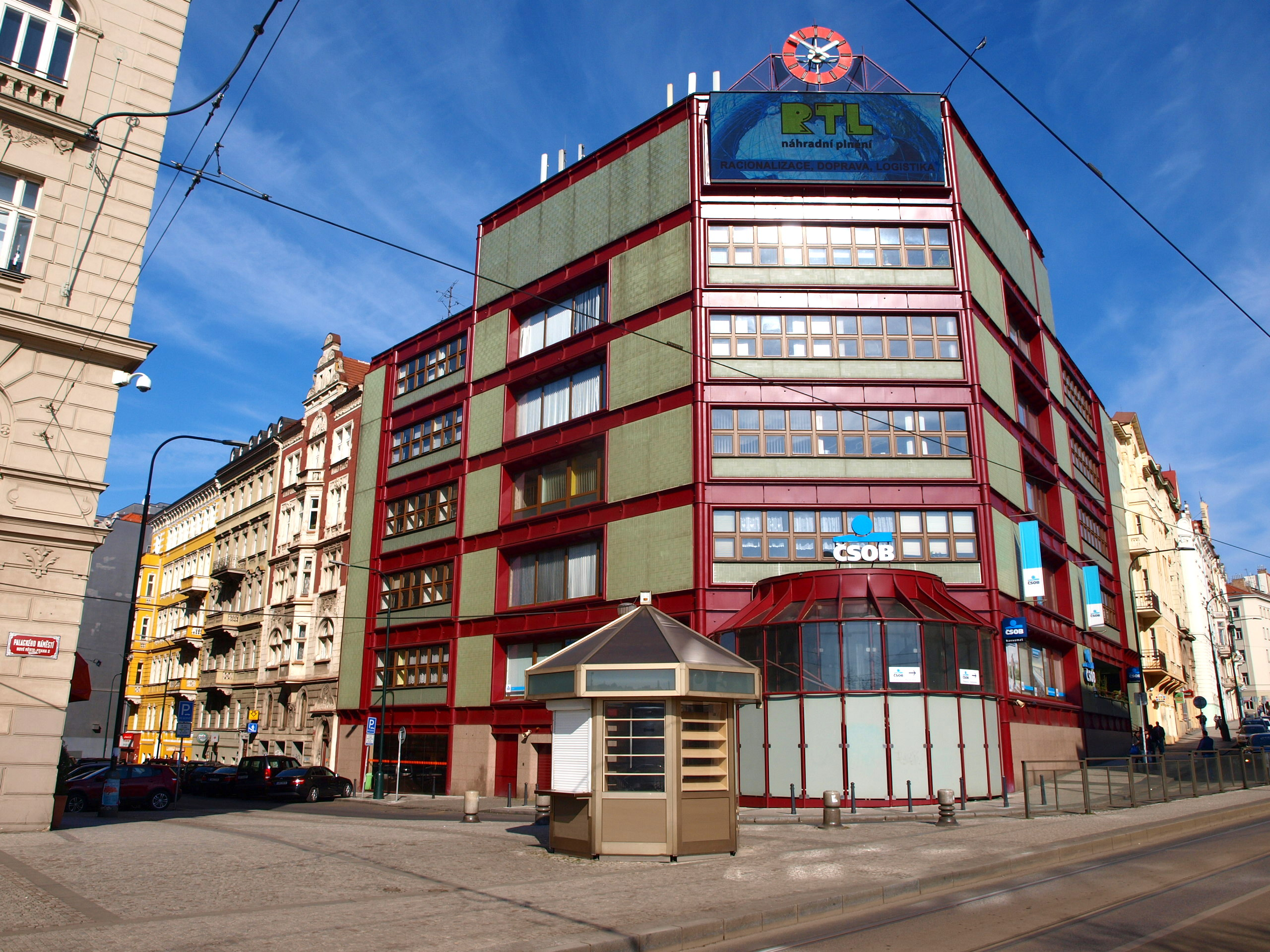
Budova Československé obchodní banky na nároží ulic Gorazdova a Na Moráni s průčelím do Palackého náměstí

Prostranství, přes které v minulosti vedla hlavní pobřežní cesta tehdejší osady Podskalí zhruba v linii dnešního východního okraje náměstí a Podskalské a Gorazdovy ulice, se původně označovalo například Podskalský přívoz, podle něj byly také první domy označované U přívozu. Fakticky zde náměstí vzniklo nasypáním a rozšířením prostranství v roce 1896, téhož roku dostalo i název Palackého náměstí. V té době bylo původní Podskalí asanováno a v oblasti začala vnikat nová, moderní zástavba. V letech 1942–1945 se jmenovalo Rudolfovo náměstí podle císaře a krále Rudolfa II. Habsburského.
Palackého most byl postaven roku 1878, na nárožích do nábřeží stávaly dva pylony se sousošími Lumír a Píseň, Slavoj a Záboj od J. V. Myslbeka, která byla po rozšíření nábřežní komunikace roku 1918 přenesena na Vyšehrad Od roku 1883 po mostě jezdila koněspřežná tramvaj.
Zvýšené nábřeží bylo při západním okraji dnešního náměstí do roku 1897 nasypáno a zpevněno kamennou navigací, navazující úsek severně od Palackého náměstí byl zregulován již v 70. letech 19. století. Od roku 1919 se nábřeží při dnešním náměstí jmenovalo Podskalské nábřeží, od roku 1924 Rašínovo nábřeží, v letech 1941–1945 nábřeží Karla Lažnovského, po válce opět Rašínovo nábřeží, od roku 1951 nábřeží Bedřicha Engelse a od roku 1990 opět Rašínovo nábřeží.

## Domy
- čp. 1571/II a čp. 1696/II, rohový novorenesanční dvojdům s věžičkou, na nároží Palackého náměstí / Rašínovo nábřeží 62; v suterénu původně řeznictví
- čp. 357/II novorenesanční dům Palackého nám. 3/ Gorazdova 1: nyní bistro, dříve Hostinec U pomníku, předtím Hostinec U Bejšovců; původně Pištěkův dům z roku 1897; architekt a stavitel Emil Pištěk.
- čp. 358/II, řadový nájemní dům U Srpů nebo U přívozu Palackého nám. 2, 1893-1896 arch. Ignác Ullmann a Bedřich Münzberger; v přízemí obchod se sportovní obuví
- čp. 375/II, Palackého nám. 4: Ministerstvo zdravotnictví - budova obložená travertinem, projektoval arch. Bohumil Hypšman, dvě alegorické sochy na západní a jižní fasádě vytvořil Jaroslav Horejc

## Veřejná doprava
V červnu 1883 začala jednokolejným obloukem mezi dnešním Jiráskovým náměstím a Palackého mostem jezdit třetí, „žlutá“ linka pražské koňky z Nového Města na Smíchov. V letech 1897–1898 tudy krátce jezdila i linka z Malé Strany na Nové Město, označená svislým tmavým pruhem. 18. prosince 1900 byl tento úsek zprovozněn pro elektrickou tramvaj. Trať z Palackého náměstí do Podolí je v provozu od 31. července 1910.
Ulicí Na Moráni vedla trať od Karlova náměstí na Palackého náměstí od 8. září 1898, provoz z cestujícími byl po ní však byl 6. ledna 1900 zrušen. 18. prosince 1900 v rámci elektrifikace byla původní trať koňky s elektrickou tratí z ulice Na Moráni propojena. V roce 1909 byla trať zrušena, znovu pak byla zprovozněna od 29. července 1968. Při výstavbě metra byla v roce 1985 byla trať vychýlena k severnímu okraji náměstí, takže na most od té doby nepokračuje přímo, ale esovitým dvojobloukem přes křižovatku.
Od roku 1985 je pod náměstím v provozu jižní vestibul stanice stanice metra Karlovo náměstí na třetí (žluté) lince, B. Při její výstavbě byla podoba náměstí zásadně změněna: bylo vykáceno lipové stromořadí obklopující pomník do tvaru podkovy, zrušeny původní chodníky, dlažby a kandelábry veřejného osvětlení. 
Při severním i západním okraji náměstí jsou tramvajové tratě a zastávky tramvají, kříží se zde mnoho linek vedoucích jak podél Vltavy v severojižním směru od Jiráskova náměstí k Výtoni, dále také linky vedoucí ulicí Na Moráni z východu od Karlova náměstí buď dále po Palackého mostu západním směrem na Smíchov Lidickou ulicí ke křižovatce U Anděla, nebo na jih k Výtoni, jedna z linek spojuje i Anděl s Výtoní.
Při rekonstrukci tramvajových tratí a vozovek náměstí 18. července až 31. října 2007 byly vybudovány i dosud chybějící obousměrné kolejové oblouky ve směru od Moráně k Jiráskovu náměstí a z Palackého mostu k Jiráskovu náměstí. Vzhledem k mimořádně nízkému poloměru prvního ze jmenovaných oblouků a ke komplikacím při řízení provozu světelnou signalizací však tyto oblouky nesmí Dopravní podnik hl. m. Prahy a. s. využívat k pravidelnému provozu a jejich mimořádné využití při odklonech podléhá speciálnímu souhlasu policejního útvaru řízení dopravy. Po rekonstrukci zastavuje na náměstí v jednom směru i autobusová linka 176 z Karlova náměstí směrem na Strahov.

## Veřejná shromáždění
Náměstí je označováno jako „pražský Hyde Park“, protože podle § 4 odst. 3 zákona č. 84/1990 Sb., o právu shromažďovacím, rada města toto náměstí prohlásila 26. října 2004 nařízením hl. m. Prahy č. 19/2004 Sb. HMP za místo, kde se mohou od 17. listopadu 2004 konat denně v době mezi 10:00 až 20:00 hod. veřejná shromáždění bez ohlášení. Místo je nařízením vymezeno na Palackého náměstí na východě pomníkem Františka Palackého, na severu výstupem z podchodu od stanice metra Karlovo náměstí, na západní straně pásem zeleně a na jižní straně kamenným zábradlím zvýšeného parteru. Údajně jde o první a jediné místo v republice, kde tato možnost byla radou obce využita.
Začátkem roku 2008 proběhly médii úvahy radních, zda kvůli občas se vyskytujícím problémům, tedy jak potyčkám demonstrujících, tak kolizím s běžným provozem tramvají, silniční dopravy i chodců, toto nařízení zrušit. Městský radní a primátorův náměstek Rudolf Blažek označil za problém též to, že demonstranti se mísí s běžnými chodci, což policii ztěžuje zákroky, a zneucťování a poškozování Palackého pomníku demonstranty, kteří na něj často lezou. Blažek prosazoval (a téměř předběžně oznamoval) přesun této výjimky na dostatečně rozsáhlé místo vzdálené od zástavby i dopravní sítě, například na plochy, které by k tomu účelu byly ohraničeny na Letné nebo na Vypichu. Rada města však krátce nato médiím sdělila, že tyto Blažkovy náměty nebude realizovat, ale že hodlá ohlašovací povinnost na Palackého náměstí rozšířit kromě noční doby i na 1. května, 28. září, 28. října a 17. listopadu.
O zrušení této výjimky usiluje, jak se 28. května 2008 vyjádřil místostarosta Jiří Paluska, městská část Praha 2, na jejímž území se náměstí nachází. Podle nich je místo využíváno k demonstracím extremistických skupin.